# Ricomincio da 30
Ricomincio da 30 è un triplo album discografico italiano del 2008, inciso dal cantautore napoletano Pino Daniele, dedicato all'amico Massimo Troisi.

## Descrizione
Distribuito nei negozi il 16 maggio 2008, per la prima volta dopo Vai mo' vede Pino Daniele collaborare con il suo supergruppo storico (Tullio De Piscopo, James Senese, Tony Esposito, Rino Zurzolo e Joe Amoruso) oltre che con Chiara Civello e Al di Meola.
Il cofanetto contiene 41 brani storici che hanno segnato le tappe fondamentali della sua carriera, alcuni dei quali in versione inedita, e 4 brani totalmente inediti. Il singolo di apertura, in programmazione radiofonica dall'aprile 2008, è intitolato Anema e core.
'O munn va è colonna sonora del film La seconda volta non si scorda mai con Alessandro Siani.

## Successo
Ricomincio da 30 fu il 36º disco più venduto dell'anno, raggiungendo come picco nella classifica il 2º posto.

## Tracce

### CD 1
1. Quando
2. Sara non piangere
3. Amore senza fine
4. Dubbi non ho
5. Napule è (nuova versione)
6. Quanno chiove (nuova versione)
7. A testa in giù (nuova versione)
8. I Say i' sto ccà (nuova versione)
9. Je so' pazzo (nuova versione)
10. Se mi vuoi (con Irene Grandi)
11. Anima
12. Anna verrà
13. Mareluna
14. Saglie saglie (con Massimo Troisi)

### CD 2
1. Sicily (con Chick Corea)
2. Appocundria (nuova versione, con Al Di Meola)
3. Resta ccu mme (nuova versione)
4. Na tazzulella 'e cafè (nuova versione)
5. Alleria (nuova versione)
6. Donna Cuncetta (nuova versione)
7. Un cielo senza nuvole
8. Chi tene 'o mare (nuova versione)
9. Viento (nuova versione, con Al Di Meola)
10. Je sto vicino a te (nuova versione)
11. L'ironia di sempre (inedito, con Chiara Civello)
12. Acqua e rose (inedito, con Al Di Meola)
13. Terra mia (nuova versione)
14. Maggio se ne va (con Wayne Shorter)
15. Lazzari felici (nuova versione)
16. 'O munn va (inedito)

### CD 3
1. Yes I Know My Way
2. A me me piace 'o blues (nuova versione)
3. Anema e core (inedito)
4. 'O scarrafone (versione originale)
5. Che male c'è
6. Pigro (nuova versione, con Peter Erskine Trio)
7. Vento di passione (nuova versione, con Giorgia)
8. Che soddisfazione (con Mick Goodrick)
9. Io per lei
10. Che Dio ti benedica
11. The Desert in My Head (con Noa)
12. Io vivo come te (con Wayne Shorter)
13. Tutta n'ata storia
14. Viento 'e terra
15. Toledo (con Wayne Shorter)

## Formazione (negli inediti e nei remake)
- Pino Daniele – voce, chitarra, tastiera
- Rino Zurzolo – basso in Anema e core, Quanno chiove, I Say i' sto ccà, Je so pazzo, Na tazzulella 'e cafè, Alleria
- Alfredo Paixão – basso in L'ironia di sempre, 'O munn va, Napule è, Chi tene 'o mare
- Gigi De Rienzo – basso in A testa in giù, Je sto vicino a te, A me me piace 'o blues
- Alfredo Golino – batteria in L'ironia di sempre, Napule è, Chi tene 'o mare
- Tullio De Piscopo – batteria e cori in Anema e core, Quanno chiove, I Say i' sto ccà, Je so pazzo, Na tazzulella 'e cafè, Alleria
- Stefano Marazzi – batteria in O munno va
- Agostino Marangolo – batteria in A testa in giù, Je sto vicino a te, A me me piace 'o blues
- Peter Erskine – batteria e percussioni in Pigro
- Al Di Meola – chitarra in Acqua e rose, Appocundria, Viento
- Daniele Bonaviri – chitarra in Donna Cuncetta, Lazzari felici
- Rita Marcotulli – pianoforte in L'ironia di sempre, 'O munno va, Napule è, Chi tene 'o mare
- Ernesto Vitolo – pianoforte in A testa in giù, Je sto vicino a te, A me me piace 'o blues
- Alan Pasqua – pianoforte in Pigro
- Joe Amoruso – tastiera in Anema e core, pianoforte in Quanno chiove, I Say i' sto ccà, Je so pazzo, Alleria
- Gianluca Podio – tastiera in Anema e core, 'O munno va, Napule è, Quanno chiove
- Tony Esposito – percussioni e cori in Anema e core, Napule è, Quanno chiove, A testa in giù, I Say i' sto ccà, Na tazzulella 'e cafè, Donna Cuncetta, Chi tene 'o mare, Je sto vicino a te, Terra mia, A me me piace 'o blues e Vento di passione
- Raphael Padilla – percussioni in L'ironia di sempre, 'O munn va, Acqua e rose, Quanno chiove, A testa in giù, Appocundria, Donna cuncetta, Je sto vicino a te, Pigro e Vento di passione
- James Senese – sax e cori in Anema e core, Napule è, Quanno chiove, Chi tene 'o mare, A me me piace o blues
- Juan Carlos Albelo Zamora – armonica in I Say i' sto ccà, Je so pazzo, Na tazzulella e cafe, violino in Donna cuncetta
- Dave Carpenter – contrabbasso in Pigro

## Classifiche
| Classifica (2008) | Posizione massima |
| ----------------- | ----------------- |
| Italia            | 2                 |
| Classifica (2015) | Posizione massima |
| Italia            | 11                |

### Classifiche di fine anno
| Classifica (2008) | Posizione |
| ----------------- | --------- |
| Italia            | 70        |